# Windows Server 2012
Windows Server 2012, codificat sub numele Windows Server 8, reprezinta a sasea editie Windows Server. Ea este editia pentru sisteme de tip server si este succesorul a Windows Server 2008 R2. Doua versiuni au aparut in perioada dezvoltarii si anume previzualizare pentru dezvoltatori de aplicatii si versiune beta. Produsul a devenit disponibil pe piata incepin din 4 septembrie 2012. In comparatie cu predecesorul sau, Windows Server 2012 nu ofera suport pentru sisteme Itanium si este disponibil in patru editii.
Windows Server 2012 a fost lansat pe data 4 septembrie 2012. Este succesorul lui Windows Server 2008 R2.

## Caracteristici

### ReFS
Noul sistem de fișiere ReFS (Resilient File System) care înlocuiește NTFS. ReFS acceptă dimensiuni de volum până la un Yottabyte, fișiere până la 16 exabyte.

### Hyper-V
Microsoft Hyper-V suportă acum până la 64 de procesoare virtuale și 1 TB de memorie pentru oaspeți. Protocolul rețelei de comunicații Server Message Block (SMB) a fost actualizat pentru a gestiona un transfer rapid de date și Server Manager a fost actualizat pentru a gestiona mai multe servere simultan.

### IIS 8.0
Windows Server 2012 include versiunea 8.0 a Internet Information Services (IIS). Noua versiune conține caracteristici noi cum ar fi utilizarea CPU-ului pentru site-uri web speciale.

## Ediții
Spre deosebire de Windows Server 2008 R2 care a oferit o serie de ediții, Windows Server 2012 are patru ediții: Foundation, Essential, Standard și Datacenter.

### Windows Server 2012 Foundation
Această ediție este disponibila doar cu achiziționarea unui nou server. Proiectat pentru întreprinderi mici această ediție este limitat la 15 de utilizatori, nu suportă virtualizare și acceptă doar un singur procesor. Oferă o infrastructură de rețea de bază - Active Directory (AD), acces de la distanță, partajarea de fișiere și imprimare.

### Windows Server 2012 Essential
Această ediție este conceputa pentru mediile de afaceri mici (IMM-uri). Acesta este limitat la 25 de utilizatori, nu suportă virtualizare și suportă până la două procesoare.

### Windows Server 2012 Standard
Ediția Standard dispune de toate caracteristicile produsului precum și ediția Datacenter. Acesta diferă de acesta din urmă prin numărul de mașini virtuale reglementate de licență. Windows Server 2012 Standard suportă până la două procesoare per licență. Datacenter suportă mașini cu un maximum de 640 procesoare și 4 TB de memorie RAM.

### Windows Server 2012 Datacenter
Această ediție este destinat pentru cei care au utilizarea pe scară largă a mașinilor virtuale. Fiecare licență acoperă până la două procesoare și un număr nelimitat de mașini virtuale.

## Cerințe de sistem
Microsoft a a indicat că Windows Server 2012 nu are suport pentru procesoare pe 32-biți (IS-32) sau procesoare Itanium (IA64).
| Architectura        | x64 (64-biți) |
| Processor           | 1.4 GHz       |
| Memoria RAM         | 512 MB        |
| Spațiu minim pe HDD | 32 GB         |